# 扎瓦德卡 (沃洛韋齊區)
48°47′24″N 23°7′40″E / 48.79000°N 23.12778°E
扎瓦德卡（烏克蘭語：Завадка），是烏克蘭西部的村莊，隸屬外喀爾巴阡州的穆卡切沃區。該村面積1.93平方公里，海拔高度528米，2001年人口1,087，人口密度每平方公里563.8人。